# Национальный оркестр Франции
Национальный оркестр Франции (фр. Orchestre National de France) — подразделение «Радио Франс»
Основная площадка оркестра (с момента основания) — парижский Театр Елисейских Полей. C 2014 года оркестр выступает также в концертном зале «Аудитория Дома радио» («Auditorium de la Maison de radio»); эти концерты транслируются по радио и записываются. Оркестр гастролировал по всему миру, в 2003 — в России (с Куртом Мазуром).
В обширной дискографии оркестра — все симфонии С. С. Прокофьева (дважды: в 1970-х гг. под руководством Жана Мартинона, в 1980-х — М. Л. Ростроповича), произведения Эдгара Вареза (дирижёр Герман Шерхен), Э. Вилла Лобоса (под управлением автора) и мн. др.

## Музыкальные руководители
| - 1987—1991 Лорин Маазель - 1991—2001 Шарль Дютуа - 2002—2008 Курт Мазур - 2002—2016 Даниэле Гатти - 2017—2020 Эммануэль Кривин - с 2020 Кристиан Мэчелару |